# Arabisch schrift

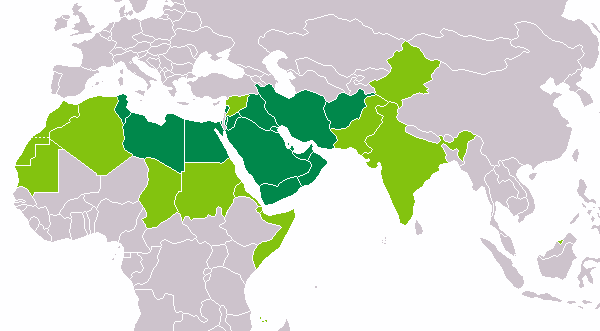
Wereldwijd gebruik van het Arabische schrift:
Landen met het Arabische schrift als enige officiële schrift
Landen die het Arabische schrift gebruiken naast andere schriften.

Het Arabische schrift is een alfabet (abjad) dat wordt gebruikt voor het schrijven van een aantal talen in Azië en Afrika, waaronder het Arabisch, Azerbeidzjaans, Sindhi, Pasjtoe, Perzisch, Punjabi, Koerdisch, Luri, Urdu, Mandinka en andere. Tot in de 16e eeuw werden sommige teksten in Spanje, zoals in het Mozarabisch, ook geschreven met in het Arabische schrift, het zogeheten Aljamiado. Bovendien werd het Turks geschreven in een Perso-Arabisch schrift voordat Mustafa Kemal in 1928 het Latijns schrift invoerde in de nieuwe Republiek Turkije.
Na het Latijns schrift wordt het Arabisch schrift wereldwijd het meest gebruikt gemeten naar het aantal landen, en na het Latijns schrift en de Chinese karakters het meest gebruikte schrift gemeten naar het aantal gebruikers.
Het Arabische schrift wordt geschreven van rechts naar links. Er bestaan ongeveer dertig verschillende alfabetten die gebaseerd zijn op het Arabische schriftsysteem. Het oudste en bekendste, het Arabisch alfabet, heeft 28 letters met alleen maar medeklinkers; het is daarmee een zogenaamde 'zuivere' abjad. De overige 29 alfabetten hebben aantallen letters variërend van 28 tot 64; degene die ook klinkers bevatten, worden 'onzuivere' abjads genoemd.
Het schrift werd als eerste gebruikt om teksten in het Arabisch te schrijven, waarbij de Koran, het heilige boek van de islam, geldt als het bekendste voorbeeld. Naarmate de islam werd verspreid vanaf de 7e eeuw, werd het schrift overgenomen om talen uit veel andere taalfamilies op te tekenen. In dat proces werden per taal alfabetten opgesteld waaraan nieuwe letters en symbolen werden toegevoegd waar nodig, zoals het Koerdische Sorani-alfabet. Het in Perzië ontwikkelde alfabet en latere alfabetten die erop gebaseerd zijn wordt ook wel 'Perso-Arabisch' genoemd.

Het woord 'Wikipedia' in vijf talen met Arabisch schrift: West-Punjabi, Pasjtoe, Urdu, Arabisch en Perzisch.

| Alfabet                       | Aantal letters | Talen              | Regio                      | Afgeleid van                                       | Noten                                               |
| ----------------------------- | -------------- | ------------------ | -------------------------- | -------------------------------------------------- | --------------------------------------------------- |
| Arabisch alfabet              | 28             | Arabisch           | Noord-Afrika, West-Azië    | Aramees alfabet, Syrisch alfabet, Nabatees alfabet |                                                     |
| Ajami schrift                 | 33             | Hausa, Swahili     | West-Afrika                | Arabisch                                           | Abjad                                               |
| Arebica                       | 30             | Bosnisch           | Bosnië                     | Perso-Arabisch                                     | laatste fase had volledige klinkermarkering         |
| Arwi alfabet                  | 41             | Tamil              | Zuid-India, Sri Lanka      | Perso-Arabisch                                     |                                                     |
| Wit-Russisch Arabisch alfabet | 32             | Wit-Russisch       | Oost-Europa                | Perso-Arabisch                                     | 15e/16e eeuw                                        |
| Berber-Arabisch alfabet       |                | Berbertalen        | Noord-Afrika               | Arabisch                                           |                                                     |
| Chagatai alfabet              | 32             | Chagatai           | Centraal-Azië              | Perso-Arabisch                                     |                                                     |
| Galal alfabet                 | 32             | Somalisch          | Hoorn van Afrika           | Arabisch                                           |                                                     |
| Jawi schrift                  | 40             | Maleis             | Maleisië                   | Perso-Arabisch                                     | Sinds 1303 (Trengganu-inscriptie)                   |
| Kasjmiri alfabet              | 44             | Kasjmiri           | Kasjmir                    | Perso-Arabisch                                     |                                                     |
| Kazachse Arabische alfabet    | 35             | Kazachs            | Centraal-Azië, China       | Perso-Arabisch/Chagatai                            | Sinds 11e eeuw, nu alleen officieel in China        |
| Khowar alfabet                | 60             | Khowar             | Zuid-Azië                  | Perso-Arabisch                                     |                                                     |
| Kirgizische Arabische alfabet | 33             | Kirgizisch         | Kirgizië                   | Perso-Arabisch                                     | nu alleen officieel in China                        |
| Kuryaanse alfabet             | 44             | Koreaans           | Oost-Azië, Zuid-Korea      | Perso-Arabisch                                     | uitgevonden door Koreaanse moslims in de jaren 2000 |
| Nasta'liq schrift             |                | Urdu en andere     | Pakistan                   | Perso-Arabisch                                     |                                                     |
| Pasjtoe alfabet               | 45             | Pasjtoe            | Afghanistan en Pakistan    | Perso-Arabisch                                     |                                                     |
| Pegon alfabet                 | 35             | Javaans, Sundanees | Indonesië                  | Perso-Arabisch                                     |                                                     |
| Perzisch alfabet              | 32             | Perzisch           | Iran                       | Arabisch                                           |                                                     |
| Saraiki alfabet               | 45             | Saraiki            | Pakistan                   | Perso-Arabisch                                     |                                                     |
| Shahmukhi schrift             | 37             | Punjabi            | Pakistan                   | Perso-Arabisch                                     |                                                     |
| Sindhi alfabet                | 64             | Sindhi             | Pakistan                   | Perso-Arabisch                                     |                                                     |
| Sorabe alfabet                | 33             | Malagasitalen      | Madagaskar                 | Arabisch                                           |                                                     |
| Sorani-alfabet                | 33             | Centraal-Koerdisch | Koerdistan                 | Perso-Arabisch                                     | Klinkers zijn verplicht, d.w.z. abugida             |
|                               |                | Swahili            | Tanzania, Kenia en Oeganda |                                                    |                                                     |
| İske imlâ alfabet             | 35             | Tataars            | Tatarije                   | Perso-Arabisch/Chagatai                            | vóór 1920                                           |
| Osmaans alfabet               | 32             | Osmaans            | Ottomaanse Rijk            | Perso-Arabisch                                     | Officieel tot 1928                                  |
| Urdu alfabet                  | 58             | Urdu               | Zuid-Azië                  | Perso-Arabisch                                     |                                                     |
| Oeigoers Arabisch alfabet     | 32             | Oeigoers           | China, Centraal-Azië       | Perso-Arabisch/Chagatai                            | Klinkers zijn verplicht, d.w.z. abugida             |
| Wolof schrift                 | 28             | Wolof              | West-Afrika                | Arabisch                                           |                                                     |
| Xiao'erjing                   | 36             | Chinese talen      | China, Centraal-Azië       | Perso-Arabisch                                     |                                                     |
| Yaña imlâ alfabet             | 29             | Tataars            | Tatarije                   | Perso-Arabisch/Chagatai                            | 1920–1927                                           |